# Enslaved/Diskografie
Diese Diskografie ist eine Übersicht über die musikalischen Werke der norwegischen Viking-/Progressive-Metal-Band Enslaved.

## Alben

### Studioalben
| Jahr | Titel Musiklabel                               | Höchstplatzierung, Gesamtwochen, AuszeichnungChartplatzierungen (Jahr, Titel, Musiklabel, Platzierungen, Wochen, Auszeichnungen, Anmerkungen) | Höchstplatzierung, Gesamtwochen, AuszeichnungChartplatzierungen (Jahr, Titel, Musiklabel, Platzierungen, Wochen, Auszeichnungen, Anmerkungen) | Höchstplatzierung, Gesamtwochen, AuszeichnungChartplatzierungen (Jahr, Titel, Musiklabel, Platzierungen, Wochen, Auszeichnungen, Anmerkungen) | Höchstplatzierung, Gesamtwochen, AuszeichnungChartplatzierungen (Jahr, Titel, Musiklabel, Platzierungen, Wochen, Auszeichnungen, Anmerkungen) | Anmerkungen                                                                             |
| Jahr | Titel Musiklabel                               | DE | AT | CH | NO | Anmerkungen                                                                             |
| ---- | ---------------------------------------------- | --- | --- | --- | --- | --------------------------------------------------------------------------------------- |
| 1994 | Vikingligr Veldi Deathlike Silence Productions | — | — | — | — | Erstveröffentlichung: 28. Februar 1994                                                  |
| 1994 | Frost Osmose Productions                       | — | — | — | — | Erstveröffentlichung: 26. November 1994                                                 |
| 1997 | Eld Osmose Productions                         | — | — | — | — | Erstveröffentlichung: 7. April 1997                                                     |
| 1998 | Blodhemn Osmose Productions                    | — | — | — | — | Erstveröffentlichung: 1. Juni 1998                                                      |
| 2000 | Mardraum: Beyond the Within Osmose Productions | — | — | — | — | Erstveröffentlichung: 3. Oktober 2000                                                   |
| 2001 | Monumension Osmose Productions                 | — | — | — | — | Erstveröffentlichung: 27. November 2001                                                 |
| 2003 | Below the Lights Osmose Productions            | — | — | — | — | Erstveröffentlichung: 14. April 2003                                                    |
| 2004 | Isa Osmose Productions                         | — | — | — | — | Erstveröffentlichung: 1. November 2004                                                  |
| 2006 | Ruun Tabu Recordings                           | — | — | — | NO23 (1 Wo.)NO | Erstveröffentlichung: 8. Mai 2006                                                       |
| 2008 | Vertebrae Indie Recordings                     | — | — | — | NO20 (2 Wo.)NO | Erstveröffentlichung: 29. September 2008 Wiederveröffentlichung 2019 via By Norse Music |
| 2010 | Axioma Ethica Odini Nuclear Blast              | — | — | — | NO11 (3 Wo.)NO | Erstveröffentlichung: 27. September 2010 Wiederveröffentlichung 2019 via By Norse Music |
| 2012 | RIITIIR Nuclear Blast                          | DE72 (1 Wo.)DE | AT70 (1 Wo.)AT | CH92 (1 Wo.)CH | NO15 (2 Wo.)NO | Erstveröffentlichung: 9. Oktober 2012                                                   |
| 2015 | In Times Nuclear Blast                         | DE66 (1 Wo.)DE | — | — | NO21 (2 Wo.)NO | Erstveröffentlichung: 10. März 2015                                                     |
| 2017 | E Nuclear Blast                                | DE80 (1 Wo.)DE | — | CH55 (1 Wo.)CH | NO12 (1 Wo.)NO | Erstveröffentlichung: 13. Oktober 2017                                                  |
| 2020 | Utgard Nuclear Blast                           | DE30 (1 Wo.)DE | AT59 (1 Wo.)AT | — | — | Erstveröffentlichung: 2. Oktober 2020                                                   |
| 2023 | Heimdal Nuclear Blast                          | DE26 (1 Wo.)DE | AT51 (1 Wo.)AT | CH27 (1 Wo.)CH | — | Erstveröffentlichung: 3. März 2023                                                      |

### Livealben
| Jahr | Titel Musiklabel                     | Höchstplatzierung, Gesamtwochen, AuszeichnungChartplatzierungen (Jahr, Titel, Musiklabel, Platzierungen, Wochen, Auszeichnungen, Anmerkungen) | Höchstplatzierung, Gesamtwochen, AuszeichnungChartplatzierungen (Jahr, Titel, Musiklabel, Platzierungen, Wochen, Auszeichnungen, Anmerkungen) | Höchstplatzierung, Gesamtwochen, AuszeichnungChartplatzierungen (Jahr, Titel, Musiklabel, Platzierungen, Wochen, Auszeichnungen, Anmerkungen) | Höchstplatzierung, Gesamtwochen, AuszeichnungChartplatzierungen (Jahr, Titel, Musiklabel, Platzierungen, Wochen, Auszeichnungen, Anmerkungen) | Anmerkungen                         |
| Jahr | Titel Musiklabel                     | DE | AT | CH | NO | Anmerkungen                         |
| ---- | ------------------------------------ | --- | --- | --- | --- | ----------------------------------- |
| 2021 | Cinematic Tour 2020 Roadburn Records | DE95 (1 Wo.)DE | — | — | — | Erstveröffentlichung: 25. Juni 2021 |

Weitere Livealben
- 2003: Live Retaliation (DVD/DVD-V; Music Video Distributors)
- 2005: Return to Yggdrasill – Live in Bergen (DVD/DVD-V; Tabu Recordings)
- 2017: Roadburn Live (CD/2 LP; Roadburn Records)

### Demos
- 1991: Nema (MC; Eigenvertrieb)
- 1992: Rehearsal ’92 (CDR; Eigenvertrieb)
- 1992: Yggdrasill (CD/MC/LP; Eigenvertrieb, ursprünglich nur als Kassette veröffentlicht, als LP und CD über mehrere Label ab 2009 und 2012 vertrieben)

### EPs
- 1993: Hordanes Land (CD/LP/12"/MC; Candlelight Records, Wiederveröffentlichungen 2018 und 2020 via By Norse Music)
- 2011: The Sleeping Gods (CD/12"/MP3; Scion Audio/Visual)
- 2021: Caravans to the Outer Worlds (Mini-LP/Streaming; Nuclear Blast)

## Singles

### Als Leadmusiker
- 2011: The Watcher (7"; Decibel Flexi Series)
- 2011: Thorn (CD; Soulseller Records)
- 2018: Jizzlobber (7"; Decibel Flexi Series)
- 2020: Homebound (7"; Nuclear Blast)

### Splits
- 1993: Emperor/Hordanes Land (mit Emperor, CD/MC/LP; Candlelight Records)
- 1995: The Forest is My Throne/Yggdrasill (mit Satyricon, CD/MC/LP+7"; Moonfog Productions)
- 2015: Shining on the Enslaved (mit Shining, CD; Nuclear Blast)
- 2017: Opeth/Enslaved (mit Opeth, CD; Future Publishing)

### Bundles
- 2016: The Sleeping Gods - Thorn (CD/LP; By Norse Music)

### Beiträge für Sampler
- 1995: Jesus Saves auf Slatanic Slaughter
- 1996: Procreation (of the Wicked) auf In Memory of… Celtic Frost
- 1998: Natassja in Eternal Sleep auf Darkthrone Holy Darkthrone – Eight Norwegian Bands Paying Tribute

## Boxsets
- 2009: The Wooden Box (7 LP/8 LP; Viva Hate Records)
- 2020: Army of the North Star (4 MC; Darkness Shall Rise Productions)

## Statistik

### Chartauswertung
|                     | DE    | AT    | CH    | NO    |
| ------------------- | ----- | ----- | ----- | ----- |
| Nummer-eins-Alben   | DE—DE | AT—AT | CH—CH | NO—NO |
| Top-10-Alben        | DE—DE | AT—AT | CH—CH | NO—NO |
| Alben in den Charts | DE6DE | AT3AT | CH3CH | NO6NO |